# Hólar

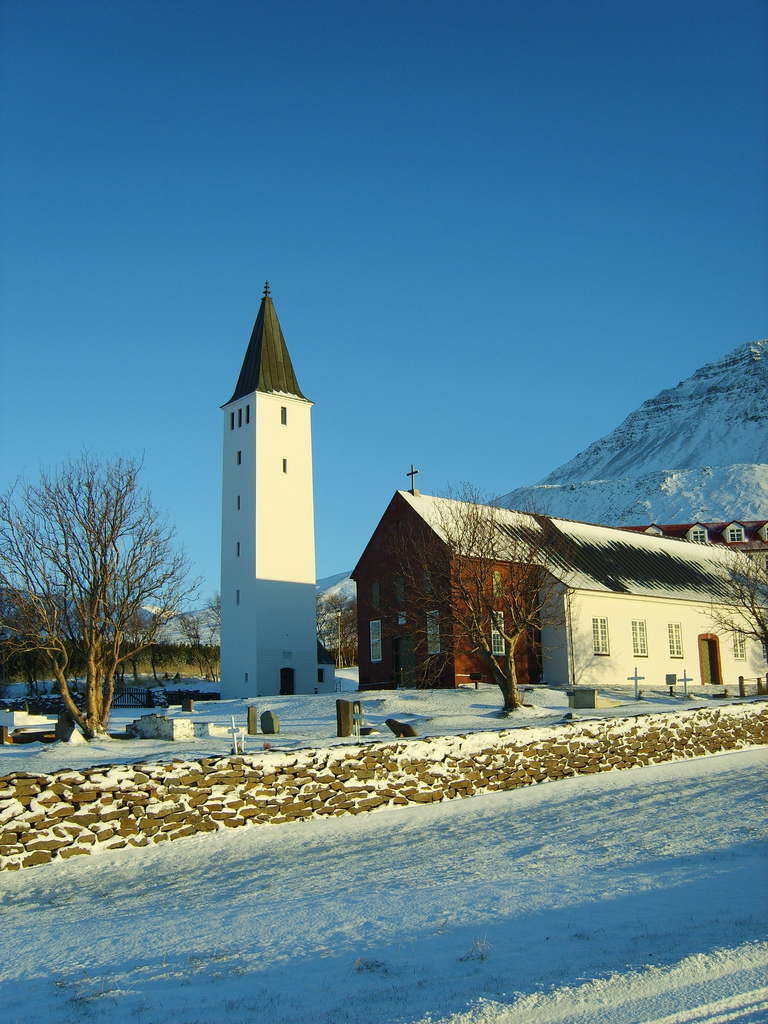
La catedral de Hólar.

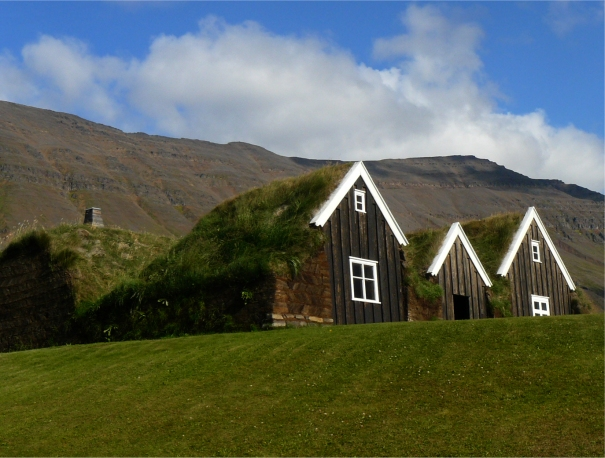
Una granja tradicional.

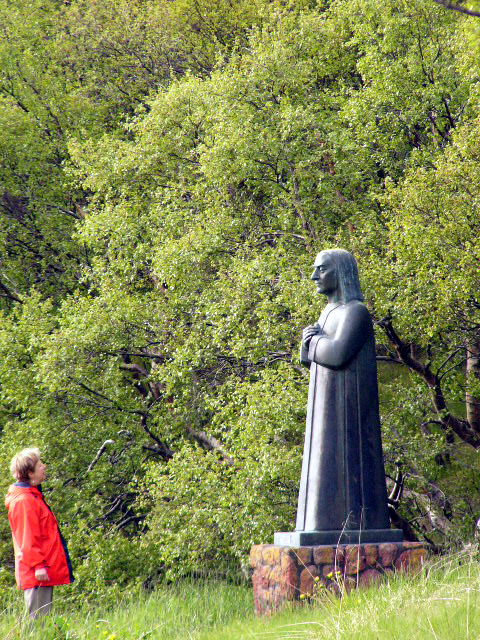
Estatua de Guðmundur Arason.

Hólar es un pequeño poblado en el norte de Islandia. En el pasado fue el centro religioso, cultural y educativo, del norte del país. En 2011 cuenta apenas con 89 habitantes y pertenece al municipio de Skagafjörður.
Pese a su escasa población, es sede de una catedral y de un colegio universitario, lo que reivindica la importancia histórica de la localidad. Hólar es también un sitio de investigaciones arqueológicas.
Se localiza en el valle conocido como Hjaltadal, un valle glaciar con forma de U, a 379 km de Reikiavik, en la zona oeste de la península de Tröllaskagi.

## Historia
Hólar fue durante siete siglos uno de los dos polos religiosos de Islandia, junto con Skálholt, en el sur. Holár fue fundada como sede episcopal en 1106, cuando se creó su diócesis a partir de la división de la de Skálholt, hasta entonces la única diócesis islandesa. En ese tiempo Islandia formaba parte de Noruega y ambas diócesis eran sufragáneas de Nidaros. El primer obispo de Hólar fue Jón Ögmundsson, quien de inmediato construyó la catedral y se encargó de transformar la localidad en un centro educativo, con la fundación de una escuela catedralicia. Hólar fue también un centro del poder político de la Iglesia, y fue escenario de las luchas entre el obispo Guðmundur Arason y los clanes locales durante la era de la Mancomunidad Islandesa.
En Hólar estuvo la primera imprenta de Islandia desde 1530.
Bajo el obispo Jón Arason, Hólar fue el último bastión del catolicismo en Islandia durante la reforma protestante. El obispo resistió con las armas hasta que en 1550 fue ejecutado en el sur de Islandia junto a sus dos hijos.
En la era protestante, Hólar mantuvo su puesto como sede episcopal. En su imprenta se realizó la primera traducción de la Biblia al islandés, por Guðbrandur Þorláksson, el más destacado obispo luterano de Hólar. En esta época, la escuela catedralicia fue cambiada a escuela latina.
En 1796 la sede de Skálholt fue mudada a Reikiavik. Hólar continuó siendo la sede de la diócesis norteña por algunos años más, hasta que en 1801 ésta se abolió definitivamente.
En 1882 se fundó en la localidad el Colegio de Agricultura de Hólar.

## Educación
En Hólar se encuentra el Colegio Universitario de Hólar. Es una institución reconocida internacionalmente que ofrece estudios técnicos y de grado, así como investigación en sus departamentos de biología acuática y acuacultura, estudios equinos y turismo rural. El colegio recibió su nombre actual en 2003, pero es heredero del Colegio de Agricultura fundado a finales del siglo XIX.

## Lugares de interés
La catedral de Hólar es el monumento más importante del pueblo. Es un edificio bastante austero construido en 1763 en la misma colina donde estuvieron anteriormente otras seis iglesias. La construcción es de escaso valor artístico, pero en su interior resguarda algunos objetos valiosos tanto histórica como artísticamente.
Hay también algunas casas de arquitectura tradicional con techo vegetal. 

## Personajes célebres
- Hallgrímur Pétursson (1614-1674). Uno de los más famosos poetas islandeses.

- Datos: Q1019455
- Multimedia: Hólar í Hjaltadal / Q1019455